# Mezerg
Marc Mezergue, dit Mezerg, est un claviériste et producteur français de style techno. 

## Biographie
Mezerg passe son enfance à Mérignac. Il rentre au Conservatoire de musique de Bordeaux à 19 ans. Il poursuit ensuite ses études à l'Université Paris-Est Marne-la-Vallée. En 2016, il joue du piano droit dans un tramway bordelais dans le cadre d'un festival auto-produit Festival sur les rails #1. En 2017, il se produit au Sziget Festival et part de Bordeaux jusqu'en Hongrie en auto-stop accompagné de son piano droit. Mezerg commence alors à interpeller les médias français et internationaux[source secondaire souhaitée]. En 2022, il réalise une tournée mondiale en Amérique du Nord et en Europe et remporte une récompense aux Music Moves Europe Awards.

## Style

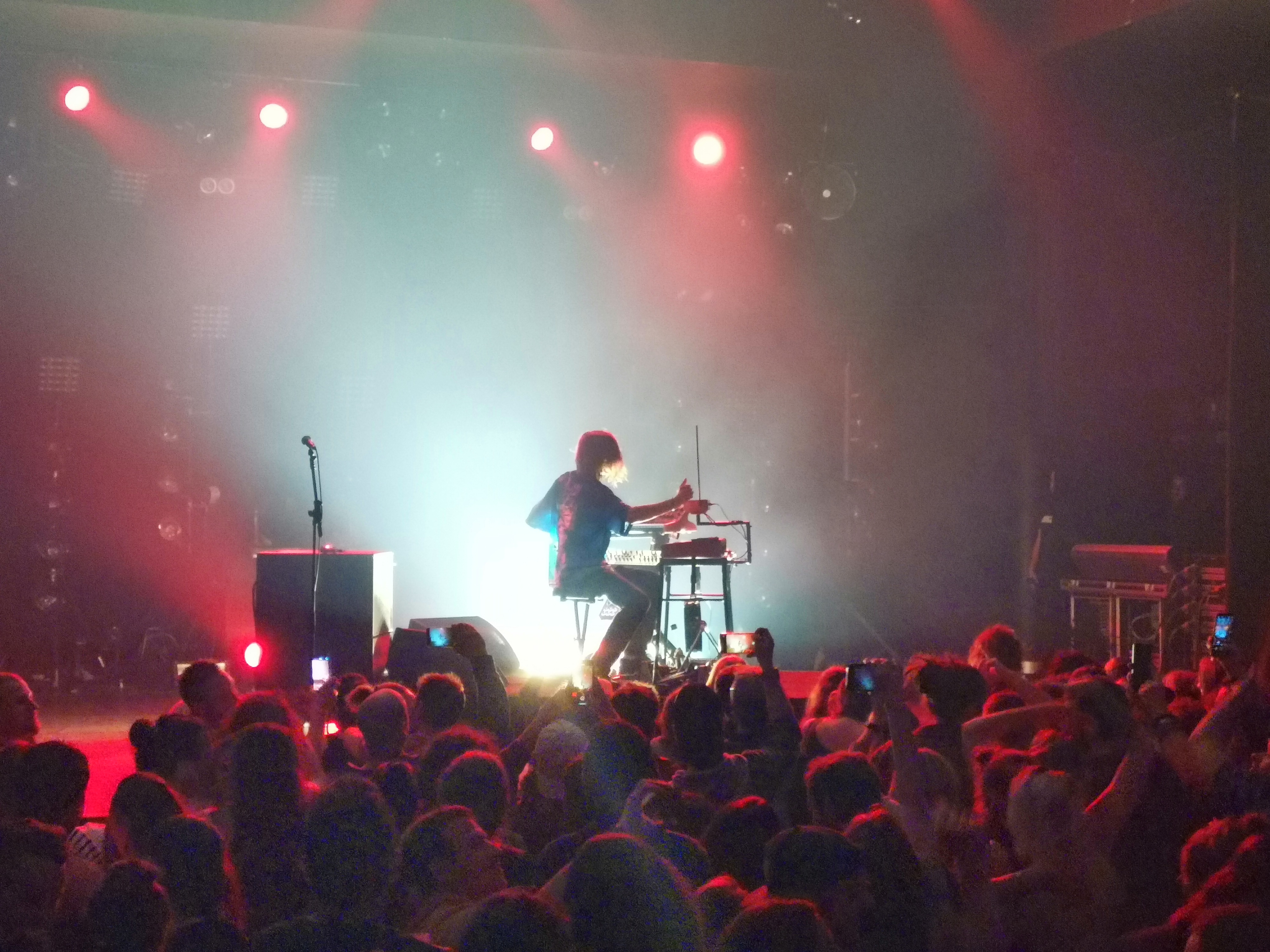
Mezerg en concert à la salle du Mediator à Perpignan (France) le 19 mars 2022

Mezerg crée une musique influencée par la techno et les musiques électroniques à partir de claviers (synthétiseurs ou pianos). Homme-orchestre, la rythmique de ses morceaux est contrôlée par ses pieds (grosse caisse, caisse claire et cymbales), tandis que la basse et les harmonies sont jouées sur des claviers. Il utilise aussi parfois un thérémine. Il décrit son concept musical comme le « Piano Boom Boom ».  

## Discographie

### Albums studio
- 2020 : 32 tracks
- 2021 : Chez Mezerg
- 2025 : Vol Retardé de 42 Min

### EP
- 2018 : N°35
- 2023 : Extended Play

### Singles
- 2019 : One Man Band
- 2020 : Welcome Theremin
- 2020 : CasaLoca
- 2020 : Watermelon
- 2021 : Bordeaux
- 2022 : Brooklyn, 5pm
- 2022 : Venice Beach , 6pm
- 2024 : 105 BPM Piano Live